# 天節三
金牛座57，又名BD+13 663，HD 27397、SAO 93872、HR 1351，是金牛座的一颗恒星，视星等为5.59，位于銀經180.46，銀緯-24.8，其B1900.0坐标为赤經4h 14m 19.7s，赤緯+13° -24.8′ 39″。